# Coahuilaceratops magnacuerna
Il coahuilaceratopo (Coahuilaceratops magnacuerna) era un dinosauro erbivoro appartenente ai ceratopsidi. Visse nel Cretaceo superiore  (Campaniano, circa 75 milioni di anni fa) e i suoi resti fossili sono stati ritrovati in Messico.

## Descrizione
Questo dinosauro, conosciuto attraverso i resti parziali di un giovane e un adulto, aveva il classico aspetto di tutti i ceratopsidi: corpo massiccio, coda relativamente corta, becco da pappagallo e testa fornita di corna e collare osseo. Coahuilaceratops, tuttavia, si caratterizzava per l'enorme sviluppo delle corna sopraorbitali: queste erano più lunghe che in qualsiasi altro dinosauro (almeno 1,2 metri), spesse e ricurve verso il basso. Il collare osseo si allungava posteriormente ed era circondato da piccole protuberanze, simili a quelle che si trovavano sui collari di Agujaceratops e Pentaceratops. Al contrario di questi due animali, Coahuilaceratops possedeva una coppia di protuberanze anche lungo la linea mediana del collare.

## Classificazione
Il coahuilaceratopo è un tipico rappresentante dei ceratopsidi, o dinosauri cornuti. Il collare osseo allungato e dotato di ampie finestre lo denota come appartenente ai casmosaurini, una sottofamiglia comprendente anche il ben noto triceratopo. In particolare, le caratteristiche di Coahuilaceratops hanno indotto i paleontologi a ritenere che questo animale fosse strettamente imparentato con il primitivo Anchiceratops e con Arrhinoceratops.